# أولكسندر بوليفودا
أولكسندر بوليفودا (بالأوكرانية: Поливода Олександр Михайлович) (و. 1987  م) هو راكب دراجة هوائية أوكراني، ولد في خاركيف.

## سجل الفوز

### سباقات أو مراحل فاز بها
| التاريخ        | السباق                                         | المركز                  |
| -------------- | ---------------------------------------------- | ----------------------- |
| 01 يناير 2014  | أوكولو سلوفينسكا 2014                          | الفائز في التصنيف العام |
| 02 مايو 2014   | 2014 Memorial Oleg Dyachenko                   |                         |
| 09 مايو 2014   | 2014 Five Rings of Moscow                      |                         |
| 25 مايو 2014   | باريس-أراس تور 2014                            |                         |
| 01 يونيو 2014  | 2014 Race Horizon Park 3                       |                         |
| 19 يوليو 2014  | طواف بحيرة تشينغهاي 2014                       |                         |
| 12 أبريل 2015  | 2015 Tour of Mersin                            | الفائز في التصنيف العام |
| 02 مايو 2015   | 2015 Memorial Oleg Dyachenko                   |                         |
| 09 مايو 2015   | 2015 Five Rings of Moscow                      | الفائز في التصنيف العام |
| 16 مايو 2015   | 2015 Visegrad 4 Bicycle Race-GP Czech Republic |                         |
| 30 مايو 2015   | 2015 Horizon Park Race Maidan                  | الفائز في التصنيف العام |
| 09 أكتوبر 2015 | طواف الصين i 2015                              |                         |
| 01 يناير 2016  | سباق فيسيغراد 4 للدراجات 2016 - جي بي هنغاريا  |                         |
| 26 يونيو 2016  | سباق الطريق للرجال في بطولة أوكرانيا 2016      | الفائز في التصنيف العام |
| 03 يوليو 2016  | طواف المجر 2016                                |                         |
| 05 يوليو 2017  | 2017 Tour d'Azerbaïdjan                        |                         |
| 10 نوفمبر 2019 | طواف خليج تشيوانتشو 2019                       |                         |

## روابط خارجية
- أولكسندر بوليفودا على موقع الاتحاد الدولي للدراجات (الإنجليزية)
- أولكسندر بوليفودا على موقع أرشيف الدراجات (الإنجليزية)
- أولكسندر بوليفودا على موقع إحصائيات الدراجات الإحترافية (الإنجليزية)
- أولكسندر بوليفودا على موقع نسبة الدراجات (الإنجليزية)
- أولكسندر بوليفودا على موقع CycleBase (الإنجليزية)